# Deon Richmond
Deon Richmond (Nova Iorque, 2 de abril de 1978) é um ator e produtor cinematográfico norte-americano. Ele é mais conhecido por seu papel recorrente de Kenny, melhor amigo de Rudy Huxtable na sitcom da NBC The Cosby Show, e Bennett na sitcom Sister, Sister da ABC/The WB. Também participou dos filmes de terror Scream 3 e Hatchet.

## Vida e carreira

### Primeiros anos e educação
Richmond nasceu na cidade de Nova Iorque. Apareceu em comerciais de televisão e anúncios impressos desde que era um bebê. Um de seus primeiros trabalhos audiovisuais foi uma participação no videoclipe da música "Cherish", de 1985, do grupo Kool & the Gang. Graduou-se na Texas Christian University em Fort Worth (Texas) e, em seguida, começou a trabalhar como disc jockey e apresentador de talk shows radialísticos.

### Televisão e cinema
Em 1986, Richmond apareceu pela primeira vez como Kenny (também conhecido como "Bud") no seriado The Cosby Show, no episódio "Theo's Flight". Ele permaneceu no elenco por 32 episódios, até a atração deixar de ser exibida, em 1992; apareceu ainda em A Different World (1987), série derivada do programa. Durante esse tempo, Richmond também atuou em vários filmes, incluindo Eddie Murphy Raw (1987), no qual interpretou o jovem Eddie Murphy nas cenas iniciais, e Enemy Territory (1987), no papel de Chet. Apareceu no videoclipe de "Warm It Up" (1992), de Kris Kross, e interpretou Darren Dixon na sitcom Getting By (1993-1994), contracenando com Merlin Santana, que fazia o papel de seu irmão Marcus; eles foram escalados como irmãos devido à interação dos dois em The Cosby Show.
Em 1997, Richmond começou a interpretar Jordan Bennet, namorado de Tamera Campbell, na quinta temporada da série Sister, Sister. Ele se tornou membro do elenco regular durante a sexta e última temporada do programa. Nas últimas décadas, Richmond apareceu em filmes como Trippin', Scream 3, Not Another Teen Movie, National Lampoon's Van Wilder e no filme de terror independente Hatchet. Retornou à televisão em 2006, contracenando com Justin Bartha na sitcom Teachers. Em 2011, participou do longa-metragem FDR: American Badass!, uma comédia de releitura histórica centrada na figura de Franklin Roosevelt.

### Vida pessoal
Richmond é pai de duas gêmeas, Lilac e Leone Richmond, nascidas em 2009. Ele foi diagnosticado duas vezes com câncer de cólon, em 2001 e 2002, mas se recuperou em ambas as ocasiões após se submeter a cirurgia e quimioterapia. Em março de 2003, o ator foi diagnosticado com câncer de mama masculino. No mesmo ano, ele se recuperou da doença, mas isso o deixou com problemas de saúde permanentes e o levou a se afastar da carreira no entretenimento por um período. Os diagnósticos levaram-no a se tornar porta-voz da detecção precoce do câncer. Em uma entrevista à CBS, ele comentou: "Eu poderia ter evitado tudo isso com uma colonoscopia e, claro, essa é a campanha em que estou desde que fiz a primeira cirurgia. A todos mundo afora, façam uma mamografia! Isso pode acontecer com os homens também".

## Filmografia

### Cinema
| Ano  | Título                                             | Papel         | Notas                           | Ref.  |
| ---- | -------------------------------------------------- | ------------- | ------------------------------- | ----- |
| 1987 | Enemy Territory                                    | Chet          |                                 | [ 7 ] |
| 1987 | Eddie Murphy Raw                                   | Pequeno Eddie |                                 | [ 7 ] |
| 1990 | Mo' Better Blues                                   | Tyrone        |                                 | [ 7 ] |
| 1999 | Trippin'                                           | Gregory Reed  |                                 | [ 7 ] |
| 2000 | Scream 3                                           | Tyson Fox     |                                 | [ 7 ] |
| 2001 | Not Another Teen Movie                             | Malik         | Título alternativo: Sex Academy | [ 7 ] |
| 2002 | National Lampoon's Van Wilder                      | Mini Cochran  | Título alternativo: Van Wilder  | [ 7 ] |
| 2003 | The Blues                                          | Shorty        | Também coprodutor               | [ 7 ] |
| 2006 | Bickford Shmeckler's Cool Ideas                    | Red           |                                 | [ 8 ] |
| 2006 | Hatchet                                            | Marcus        |                                 | [ 2 ] |
| 2011 | National Lampoon's The Legend of Awesomest Maximus | Jamal         |                                 | [ 2 ] |
| 2012 | FDR: American Badass                               | George        |                                 | [ 2 ] |
| 2017 | All About the Money                                |               | Produtor associado              | [ 9 ] |
| 2018 | What Matters                                       | Black         |                                 | [ 2 ] |

### Televisão
| Ano     | Título                      | Papel                   | Notas                                                | Ref.   |
| ------- | --------------------------- | ----------------------- | ---------------------------------------------------- | ------ |
| 1986–92 | The Cosby Show              | Kenny/"Bud"             | Papel recorrente                                     | [ 7 ]  |
| 1988    | The Child Saver             | Jackie Watson           | Telefilme                                            | [ 7 ]  |
| 1989    | Desperado: The Outlaw Wars  | Thomas Jefferson III    | Telefilme                                            | [ 7 ]  |
| 1990    | Moe's World                 | Moe                     | Piloto televisivo                                    | [ 7 ]  |
| 1993–94 | Getting By                  | Darren Dixon            | Papel recorrente                                     | [ 7 ]  |
| 1993    | Hallelujah                  | Nat Crawford            | Telefilme                                            | [ 7 ]  |
| 1994    | Me and the Boys             | T.C.                    | Episódio: "Bad Influence"                            | [ 10 ] |
| 1995-96 | Hangin' With Mr. Cooper     | Lewis                   | 2 episódios                                          | [ 7 ]  |
| 1995    | On Our Own                  | Kevin                   | 2 episódios                                          | [ 7 ]  |
| 1995    | The Parent 'Hood            | Troy Hollis             | Episódio: "The Rake, the Fake, and the Gopher Snake" | [ 7 ]  |
| 1996    | Southern Fried Ice          | Kenny                   | Piloto televisivo                                    | [ 7 ]  |
| 1997-99 | Sister, Sister              | Jordan Bennett          | Papel recorrente                                     | [ 7 ]  |
| 1998    | High Freakquency            | Pessoa no café          | Telefilme                                            | [ 7 ]  |
| 2000    | Those Who Can               | Jackson                 | Piloto televisivo                                    | [ 7 ]  |
| 2002    | The Cosby Show: A Look Back | Kenny ("Bud")/Ele mesmo | Especial; imagens de arquivo                         | [ 7 ]  |
| 2006    | Teachers                    | Calvin Babbitt          | 6 episódios                                          | [ 11 ] |
| 2007    | It's a Mall World           | Evan                    | Primeira temporada                                   | [ 12 ] |
| 2014    | Psych                       | Chefe de Gus            | Telessérie; participação especial                    | [ 13 ] |